# Classification de Nice
La Classification de Nice est une classification internationale des produits et des services destinée à l'enregistrement des marques commerciales. Elle est utilisée et gérée par l'Organisation mondiale de la propriété intellectuelle. Elle compte 34 classes de produits (numérotées de 1 à 34) et 11 classes de services (numérotées de 35 à 45).

## Histoire
La Classification de Nice a été instituée le 15 juin 1957 lors du traité de l'Arrangement de Nice concernant la classification internationale des produits et des services aux fins de l'enregistrement des marques (adopté dans la ville de Nice, en France) et a ensuite fait l'objet de plusieurs révisions successives.
Cette classification se base sur celle établie en 1935 par les Bureaux internationaux réunis pour la protection de la propriété intellectuelle (BIRPI), ancêtre de l'OMPI.
Initialement composée uniquement de classes de produits, elle a été enrichie par la suite de classes de services.

## Liste des classes

### Classes de produits
- Classe 1 : Produits chimiques destinés à l'industrie
- Classe 2 : Couleurs, vernis, laques
- Classe 3 : Préparations pour blanchir ou polir et autres substances pour lessiver[3]
- Classe 4 : Huiles et graisses industrielles
- Classe 5 : Produits pharmaceutiques et vétérinaires
- Classe 6 : Métaux communs et leurs alliages
- Classe 7 : Machines-outils, moteurs
- Classe 8 : Outils et instruments à main entraînés manuellement
- Classe 9 : Appareils et instruments scientifiques
- Classe 10 : Appareils et instruments chirurgicaux, médicaux
- Classe 11 : Appareils d'éclairage, de chauffage
- Classe 12 : Véhicules, appareils de locomotion
- Classe 13 : Armes à feu, munitions et projectiles
- Classe 14 : Joaillerie, bijouterie, pierres précieuses
- Classe 15 : Instruments de musique
- Classe 16 : Produits de l'imprimerie
- Classe 17 : Caoutchouc, gutta-percha, gomme, amiante
- Classe 18 : Cuir et imitations du cuir
- Classe 19 : Matériaux de construction non métalliques
- Classe 20 : Meubles, glaces (miroirs), cadres,
- Classe 21 : Ustensiles et récipients pour le ménage ou la cuisine
- Classe 22 : Cordes, ficelles, tentes, bâches
- Classe 23 : Fils à usage textile
- Classe 24 : Tissus, couvertures de lit
- Classe 25 : Vêtements, chaussures, chapellerie
- Classe 26 : Dentelles et broderies, rubans et lacets
- Classe 27 : Tapis, paillassons, nattes
- Classe 28 : Jeux, jouets
- Classe 29 : Viande, poisson, volaille et gibier
- Classe 30 : Café, thé, cacao, sucre
- Classe 31 : Produits agricoles, horticoles et forestiers ni préparés
- Classe 32 : Bières, eaux minérales et gazeuses
- Classe 33 : Boissons alcoolisées
- Classe 34 : Tabac, articles pour fumeurs

### Classes de services
- Classe 35 : Publicité, gestion des affaires commerciales
- Classe 36 : Assurances, affaires financières
- Classe 37 : Construction, informations en matière de construction
- Classe 38 : Télécommunications
- Classe 39 : Transport, emballage et entreposage de marchandises
- Classe 40 : Sciage, Couture, Imprimerie,
- Classe 41 : Éducation, formation, divertissement
- Classe 42 : Évaluations et estimations dans les domaines scientifiques
- Classe 43 : Services de restauration
- Classe 44 : Services d’agriculture, d’horticulture et de sylviculture
- Classe 45 : Services juridiques, Médiation

## Liste des pays signataires
Signé dans sa version originelle le 15 juin 1957 par 20 pays, l'Arrangement de Nice compte en 2017 84 parties contractantes.
Les signataires originaux sont : Allemagne, Autriche, Belgique, Danemark, Espagne, France, Hongrie, Italie, Liban, Liechtenstein, Luxembourg, Maroc, Monaco, Norvège, Pays-Bas, Portugal, Royaume-Uni, Suède, Suisse, Tunisie.
Les 84 pays signataires en 2017 sont :
- Albanie
- Algérie
- Allemagne
- Argentine
- Arménie
- Australie
- Autriche
- Azerbaïdjan
- Bahreïn
- Barbade
- Bélarus
- Belgique
- Bénin
- Bosnie-Herzégovine
- Bulgarie
- Chine
- Corée du Nord
- Corée du Sud
- Croatie
- Cuba
- Danemark
- Dominique
- Égypte
- Espagne
- Estonie
- États-Unis d'Amérique
- Finlande
- France
- Géorgie
- Grèce
- Guinée
- Hongrie
- Irlande
- Islande
- Israël
- Italie
- Jamaïque
- Japon
- Jordanie
- Kazakhstan
- Kirghizistan
- Lettonie
- Liban
- Liechtenstein
- Lituanie
- Luxembourg
- Macédoine du Nord
- Malaisie
- Malawi
- Maroc
- Mexique
- Moldavie
- Monaco
- Mongolie
- Monténégro
- Mozambique
- Norvège
- Nouvelle-Zélande
- Ouzbékistan
- Pays-Bas
- Pologne
- Portugal
- République Tchèque
- Roumanie
- Royaume-Uni
- Russie
- Saint-Kitts-et-Nevis
- Sainte-Lucie
- Serbie
- Singapour
- Slovaquie
- Slovénie
- Suède
- Suisse
- Suriname
- Syrie
- Tanzanie
- Tadjikistan
- Trinité-et-Tobago
- Tunisie
- Turkménistan
- Turquie
- Ukraine
- Uruguay